# Kaei

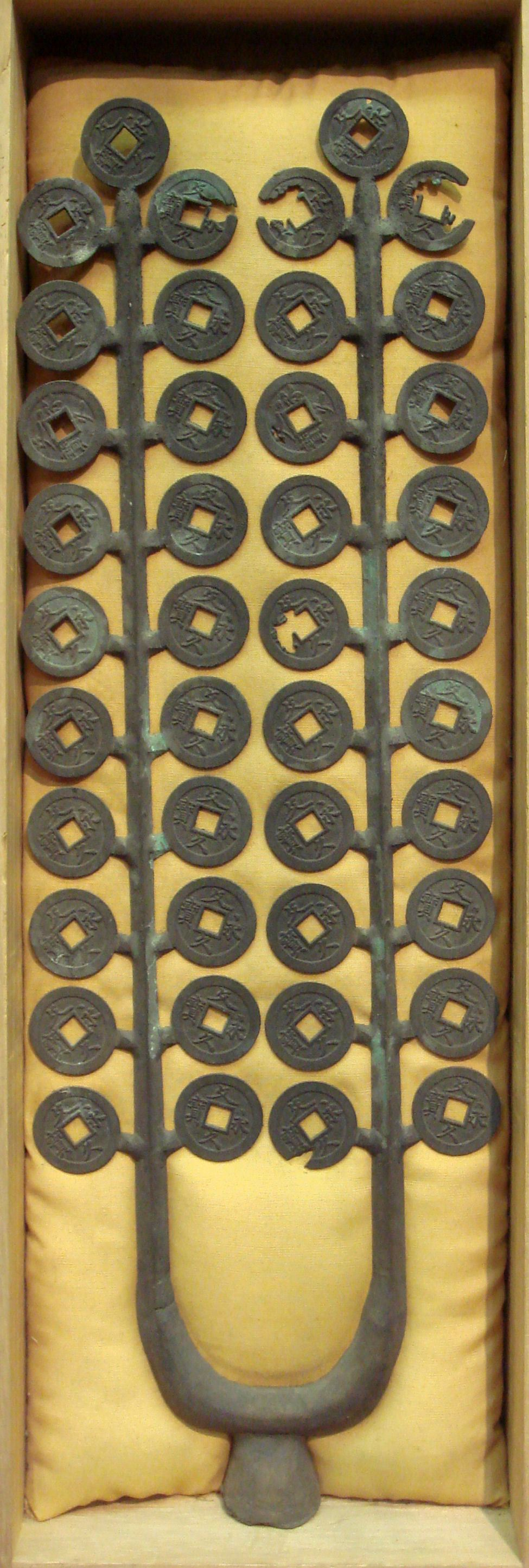
Mince v období Kaei za vlády Tokugawů

Kaei, také éra Kaei (japonsky 嘉永), je název historického období Japonska (年号, nengó) od 1. dubna 1848 do 14. ledna 1855 podle gregoriánského kalendáře. Předchozí éra se nazývala Kóka, následující Ansei. 
Toto období trvalo osm let či 7631 dnů a skončilo za vlády císaře Kómeie.

## Etymologie
Název éry byl odvozen z aforismu v díle Sung šu: „Moudrému císaři se dostává mnoho pomoci, ne tomu, kdo si jí neváží“ (思皇享多祐、嘉楽永無央, S’ chuang siang tuo jou, ťia le jung wu jang).

## Periodizace
Začátek a konec období tohoto japonského kalendáře stanovil japonský císař Kómei. Bylo určováno zásadními historickými, politickými, ekonomickými i přírodními událostmi země. Pořadí událostí se čísluje od jedničky. Když začala zemětřesení, císař toto období ukončil a začal ansei.

## Události
- Kaei 1, 1848: americký velrybář Ranald MacDonald (* 1804 Astoria) z Oregonu přistál se svou lodí na ostrově Riširi a byl uvězněn v Nagasaki, kde začal vyučovat angličtinu 14 japonským učencům, včetně Einosuke Morijamy, který se později stal tlumočníkem japonské vlády. MacDonald vstoupil do dějin jako první rodilý mluvčí angličtiny v Japonsku.[1]
- Kaei 2, 1849: holandský lékař Mohnike představil Japoncům první očkování v enklávě Dedžima města Nagasaki.[2]
- Kaei 6, červenec 1853: poprvé přistály v Japonsku čtyři americké tzv. černé lodě pod velením Matthewa C. Perryho.
- Kaei 7, 1853: Matthew Perry se vrátil do zálivu Edo, aby na hlavním japonském vyjednavači Haiaši Akirovi vynutil souhlas s americko-japonskou smlouvou. Po podepsání smlouvy a výměně kopií komodor Perry předal prvnímu komisaři, princi Hajašimu, americkou vlajku s prohlášením, že tento dar je nejvyšším vyjádřením národní zdvořilosti a přátelství, které mohl nabídnout. Princ byl hluboce dojat, a vyjádřil svou vděčnost. Komodor také ostatním komisařům předal dárky a japonští komisaři pozvali Perryho a jeho důstojníky na hostinu.
- Kaei 7, 1853: diplomat Jefim Vasiljevič Putjatin přijel do Nagasaki.
- Kaei 7, 2. května 1854: v Sentó vypukl požár a rozšířil se do císařského paláce, který zničil. Císař se uchýlil do Šimokamu.[3]
- Kaei 7, 4.–7. listopadu 1854: velká zemětřesení v Nankaidó, tsunami zabila 80 000 lidí. Zemětřesení a tsunami zasáhly Šimodu na poloostrově Izu, a protože přístav byl určen jako potenciální místo pro americký konzulát, někteří považovali přírodní katastrofy za projev nelibosti císaře k tomuto plánu.
- Ansei 1, 24. listopadu 1854: název období byl změněn na Ansei.